# Tailandia en los Juegos Olímpicos de Pekín 2008
Tailandia estuvo representada en los Juegos Olímpicos de Pekín 2008 por un total de 47 deportistas, 22 hombres y 25 mujeres, que compitieron en 12 deportes.
El portador de la bandera en la ceremonia de apertura fue el boxeador Worapoj Petchkoom.

## Medallistas
El equipo olímpico tailandés obtuvo las siguientes medallas:
| Nombre                           | Deporte      | Competición |
| -------------------------------- | ------------ | ----------- |
| Oro                              |              |             |
| Somjit Jongjohor                 | Boxeo        | 51 kg M     |
| Prapawadee Jaroenrattanatarakoon | Halterofilia | 53 kg F     |
| Plata                            |              |             |
| Manus Boonjumnong                | Boxeo        | 64 kg M     |
| Buttree Puedpong                 | Taekwondo    | –49 kg F    |
| Bronce                           |              |             |
| Pensiri Laosirikul               | Halterofilia | 48 kg F     |
| Wandee Kameaim                   | Halterofilia | 58 kg F     |